# GEPI
GEPI est l'acronyme de 'Società per le Gestioni e Partecipazioni Industriali - Société pour la Gestion et les Participations Industrielles est un établissement public italien créé en 1971 par la loi N°184 pour aider à sauvegarder l'emploi dans les entreprises industrielles en difficulté temporaire contrairement à l'ancienne IRI - Istituto per la Ricostruzione Industriale créée par Mussolini qui rachetait tous types d'entreprises en difficulté pour les gérer directement. 

## Histoire
GEPI est née en 1971 par la loi N° 184 qui crée une société financière pour maintenir, voire accroître, l'emploi dans des entreprises industrielles de petite et moyenne taille en difficultés temporaires. Pour solliciter une intervention de GEPI, l'entreprise doit impérativement établir et faire valider un plan de redressement ou de reconversion, justifiant de la situation réelle de l'entreprise et de ses capacités à se redresser. Cette disposition évitait la distribution inconsidérée d'aides publiques. GEPI dispose d'une structure de formation aux chefs d'entreprises afin de les aider à mieux gérer leur entreprise. 
Le rôle institutionnel de GEPI est, le plus souvent, une prise de participation en finançant une augmentation de capital de ces entreprises privées en difficulté afin de faciliter leur redressement et de leur assurer rapidement leur autonomie. Le but est de les faire sortir rapidement de leurs difficultés financières. Très rarement GEPI s'est retrouvée à devoir assurer la gestion d'entreprises dont la situation a été irréversible. C'est un peu pour cela qu'en Italie, GEPI a souvent été surnommée le "passage en réanimation". 

(Nota : c'est le principe du CIRI (Comité interministériel de restructuration industrielle), remplaçant du CIASI (Comité interministériel pour l’aménagement des structures industrielles), et du CODEFI (Comité départemental d’examen des problèmes de financement des entreprises), organismes français créés en 1982)

## Les activités de GEPI
Quand l'État italien a créé GEPI, il l'a doté d'un capital initial de 60 milliards de ₤ires. Ce capital était apporté à 50% par l'IMI-Institut Mobilier Italien et l'autre moitié réparti en parts égales entre les trois autres grandes holding financières publiques italiennes IRI, ENI (entreprise) et EFIM. 
Dans l'intéressante analyse de Richard M. Locke, publiée dans son livre "Remaking the Italian Economy" (Cornell University Press, 1995), il constate qu'entre 1971 et 1978, GEPI a aidé à se redresser 176 entreprises en difficulté. Il note toutefois qu'un autre organisme public Seimart, chargé du secteur de l'électronique grand public, n'a pas pu redresser plusieurs petites entreprises italiennes dont il avait dû en prendre le contrôle complet comme Magnadyne, Europhon ou LESA, à cause de la trop petite taille de ces entreprises, point très pénalisant pour résister à la concurrence des multinationales du secteur. 
À partir de 1977, les directives gouvernementales ont orienté l'intervention de GEPI uniquement vers les entreprises implantées dans les régions du sud du pays amis en 1980, pour endiguer les crises engendrant de fortes pertes d'emploi, GEPI fut chargé de traiter la reconversion des salariés licenciés des grandes entreprises en difficulté qui avaient recours à la fameuse cassa integrazione. Avec cette disposition, entre 1980 et 1988, GEPI traita les cas de 25 000 salariés en leur retrouvant un emploi. 
Entre 1971 et 1992, l'État italien a financé 4 000 milliards de £ires pour les interventions de GEPI, qui a aidé 108 000 salariés, 347 entreprises dont 241 vendues à des sociétés privées. 
En 1993, GEPI est passée sous le contrôle direct du Ministère du Trésor. Les salariés bénéficiant encore de la "Cassa Integrazione" furent progressivement employés à des "travaux  socialment utiles" financés par les collectivités locales et a cessé d'intervenir pour aider les entreprises mais a été transformé comme organisme de financement pour soutenir la création de nouvelle entreprises. 
En 1997, GEFI, renommé Itainvest est intégré dans une nouvelle structure Sviluppo Italia dont l'objet reste l'aide financière à la création d'entreprises. 

## Les entreprises célèbres aidées par GEPI
Les interventions de GEPI ont concerné quasiment tous les secteurs industriels mais particulièrement le secteur textile et les entreprises du sud de l'Italie. Parmi les entreprises qui ont bénéficié de son aide, on peut citer les constructeurs automobiles Maserati et Innocenti, tous deux du groupe d'Alejandro De Tomaso, qui ont bénéficié du soutien de GEPI de 1975 à 1990. Une fois remises à flot, ces deux sociétés ont pû être revendues au groupe Fiat Auto.